# Монфорте-Сан-Джорджо
Монфорте-Сан-Джорджо (італ. Monforte San Giorgio, сиц. Munforti) — муніципалітет в Італії, у регіоні Сицилія,  метрополійне місто Мессіна.
Монфорте-Сан-Джорджо розташоване на відстані близько 490 км на південний схід від Рима, 180 км на схід від Палермо, 17 км на захід від Мессіни.
Населення — 2823 особи (2014).
Щорічний фестиваль відбувається 23 квітня. Покровитель — святий Юрій.

## Демографія
Населення за роками:

Станом на 1 січня 2023 року в муніципалітеті офіційно проживало 68 іноземців з 16 країн, серед них 46 громадян країн Євросоюзу та 1 громадянин України.

## Сусідні муніципалітети
- Фьюмедінізі
- Мессіна
- Роккавальдіна
- Рометта
- Сан-П'єр-Нічето
- Торрегротта